# Vocal (chanson)
Singles de Pet Shop Boys
Axis
(2013) Love Is a Bourgeois Construct
(2013)
Vocal est une chanson du duo britannique Pet Shop Boys extraite de leur douzième album studio, Electric, paru le 14 juillet 2013.
Le 2 juin 2013, six semaines avant la sortie de l'album, la chanson a été publiée en single digital.

## Classements
| Classement (2013)                       | Meilleure position |
| --------------------------------------- | ------------------ |
| Belgique (Flandre Ultratip 100)         | 58                 |
| France (SNEP)                           | 196                |
| Japon (Hot 100)                         | 63                 |
| États-Unis (Dance Club Songs)           | 3                  |
| États-Unis (Hot Dance/Electronic Songs) | 36                 |